# هيدروكسيد الأمونيوم
هيدروكسيد الأمونيوم المعروف أيضًا باسم محلول الأمونيا أوماء الأمونيا أوسائل الأمونيا أوالأمونيا المائية، أوالأمونيا هو سائل شفاف ينتج عند ذوبان غاز الأمونياك في الماء رمزه الكيميائي NH4OH.
على الرغم من أن اسم هيدروكسيد الأمونيوم يوحي بوجود مادة قلوية ذات تركيبة [NH+4] [OH−]، من المستحيل في الواقع عزل عينات من NH4OH. الأيونات NH+4 و OH− لا يمثلان جزءًا كبيرًا من إجمالي كمية الأمونيا باستثناء المحاليل المخففة للغاية.
ويستخدم ماء الأمونيا في الكشف عن أنيونات عناصر النحاس والحديد الثنائي والثلاثي والألومنيوم وهو يكون معها راسب يتوقف لونه وخواصه على نوع الأنيون.

## استخداماته
وعلى النقيض من الأمونيا اللامائية، فإن الأمونيا المائية تستخدم في القليل من الاستخدامات غير المتخصصة خارج عوامل التنظيف.

### المنظفات منزلية
تدخل الأمونيا الماءية (1-3 ٪) في تطوين العديد من عوامل التنظيف، بما في ذلك العديد من عوامل تنظيف النوافذ.
بالإضافة إلى استخدامها كمكون في المنظفات مع مكونات التطهير الأخرى، تُباع الأمونيا المائية  كعامل تنظيف في حد ذاته، وعادةً ما توصف بأنها «الأمونيا». يمكن بيعها برائحة الليمون المعطرة (باللون الأصفر)، أو برائحة الصنوبر (باللون الأخضر). ومن المعروف أن الأمونيا المتاحة مع الصابون المضافة تسمى «الأمونيا الغائمة».

### الكيل أمين
يمكن استخدام الأمونيا المائية في الصناعة كمقدمة لبعض الألكيل أمينات، على الرغم من أن الأمونيا اللامائية عادةً ما تكون مُفضلة. يتشكل سداسي ميثيلين رباعي أمين Hexamethylenetetramine بسهولة من الأمونيا المائية والفورمالدهيد (ميثانال). يتكوّن الإيثيلنديامين من 2،1 - ثنائي كلورو الايثان والأمونيا المائية.

### معالجة المياه
تستخدم الأمونيا لإنتاج أحادي كلورامين، والذي يُستخدم كمطهر. يفضل الكلورامين على كلورة المياه لقدرته على البقاء نشطًا في أنابيب المياه الراكدة لفترة أطول، مما يقلل من خطر العدوى المنقولة بالماء.
تستخدم الأمونيا في تربية أسماك الزينة لأغراض إنشاء خزان أسماك جديد باستخدام عملية الأمونيا تدعى الدراجات بدون أسماك. هذا يتطلب ألا تحتويالأمونيا على إضافات.

### إنتاج الغذاء
كانت أمونيا الخبز (بيكربونات الأمونيوم) واحدة من أولى عوامل التخمر الكيميائي التي تم اختراعها. تم حصادها في الأصل من طحن قرون الغزلان إلى مسحوق. تستخدم الأمونيا كعامل تخمر لأن كربونات الأمونيوم تنشط بالحرارة، وهذا يسمح للخبازين بتجنب وقت الانتظار الطويل للخميرة وتجنب تشتيت [CO2] سريع من صودا الخبز في صنع الخبز والكوكيز. ولا تزال تستخدم لصنع الكعك وغيرها من المخبوزات، ولكن تضاءلت شعبيتها بسبب الرائحة المنبعثة من الأمونيا والمخاوف بشأن استخدامها كمكون غذائي بالمقارنة مع مساحيق تخمر الخبز اليوم.
هيدروكسيد الأمونيا هو قاعدة يمكن استخدامها كمنظم للحموضة لتقليل مستويات الحموضة في الغذاء. وتُصنف في الولايات المتحدة الأمريكية من قِبَل إدارة الغذاء والدواء على النحو المعترف به من قبل GRAS عند استخدامها الطعام. تجعل قدرات الأمونيا على التحكم في الأس الهيدروجيني عكامل فعال مضاد للميكروبات.

### صناعة الأثاث
تم استخدام محلول الأمونيا في صناعة الأثاث تقليديًا لتغميق أو تلوين الخشب المحتوي على حمض التانيك. بعد أن يتم مزجها داخل حاوية خشبية، تتفاعل الأبخرة من المحلول مع حمض التانيك وأملاح الحديد الموجودة في الخشب بشكل طبيعي، مما يخلق لمعة غنية وغامقة على الخشب. وقد استخدم هذا بشكل شائع خلال حركة الفنون والحرف اليدوية في الأثاث - وهم نمط للأثاث كان مبنيًا في الأساس من خشب البلوط والملون باستخدام هذه الطرق.

### معالجة القش للماشية
يستخدم محلول الأمونيا لعلاج القش، وإنتاج «قش الأمونيا» مما يجعلها أكثر صالح للأكل للبقر.

## استخدامات الأمونيا في المختبر
تُستخدم الأمونيا المائية في التحليل غير العضوي النوعي التقليدي كمعقّد وقاعدة. مثل العديد من الأمينات، فإن الأمونيا تُعطي اللون الأزرق الداكن عند تفاعلها مع النحاس (II). يمكن حل الأمونيا باستخدام بقايا أكسيد الفضة، مثل تلك التي تشكلت من كاشف تولنز. غالباً ما توجد الأمونيا في المحاليل المستخدمة في تنظيف الذهب والفضة والمجوهرات البلاتينية، ولكن قد يكون لها تأثيرات سلبية على الأحجار الكريمة المسامية مثل الأوبال واللآلئ.
عندما يتم خلط محلول الأمونيا مع بيروكسيد الهيدروجين المخفففي وجود أيونات المعادن،مثل CU2 +،  فإن بيروكسيد الهيدروجين يتحلل سريعًا.